# Sour Times
„Sour Times“ („Кофти времена“) е песен на английската трип хоп група Portishead от дебютния им албум „Dummy“ („Чучело“). Песента е издадена през август 1994 година като сингъл, и е вторият сингъл в кариерата им след първия, „Numb“ („Вцепенен“).
Оригиналното издание на песента от 1994 в началото достига едва номер 57 във Великобритания, но след успеха на третия им сингъл „Glory Box“ през 1995 година, „Sour Times“ е преиздадена и вече достига през април до номер 13 в класацията за сингли на Великобритания. Това е и единствената песен на групата, която е достигнала до място в класацията Billboard Hot 100, под номер 53.
Песента от Б-страната на сингъла, „Airbus Reconstruction"“ е записана от групата „Airbus“, в която свирят бивши съученици и приятели на Джоф Бароу.

## Видео
Музикалното видео към песента „Sour Times“ е съставено от кадри от краткия филм на Portishead, „To Kill a Dead Man“ („Да убиеш мъртвец“).

## Културни влияния
Брин Кристофър прави кавър на „Sour Times“ в албума си „My World“ („Моят свят“). Групата The Blank Theory също прави кавър на песента за албума си „Beyond the Calm of the Corridor“, който съдържа и трейлър на филма „Wicker Park“. По-късно Марша Амброзиъс записва версия на „Sour Times“ в дебютния си солов албум „Late Nights & Early Mornings“. Групата „The Civil Wars“ през 2012 година също прави кавър на песента за албума си „Billie Jean 7“. Музикалната тема от „Sour Times“ е използвана и в музиката за сериала „The Vice“ на ITV.
Пессента използва мотив от произведението „Danube Incident“ на аржентинския композитор Лало Шифрин и на свой ред е залегнала в основата на сингъла от 2004 година „Teardrops“ на групата The 411.
Името на песента оказа влияние и върху социалните медии. Името на турската социална мрежа "Ekşi Sözlük (Sour Dictionary/Кисел речник)" е получено от Sour Times. Тази мрежа е основана като част от sourtimes.org през 1999 г.

## Списък на песните
Британско CD (1 от 2)
1. Sour Times
2. "It's a Fire"
3. Pedestal
4. "Theme from 'To Kill a Dead Man'"

Британско CD (2 от 2)
1. Sour Times (edit)
2. Sour Sour Times
3. Lot More
4. Sheared Times
5. Airbus Reconstruction

Британско CD (преиздаване)
1. Sour Times (edit)
2. Sour Sour Times
3. Pedestal
4. "Theme from 'To Kill a Dead Man'"

Американско CD
1. Sour Times – 4:14
2. Numbed in Moscow – 3:55
3. "A Tribute to Monk & Canatella" – 10:59
4. Lot More – 4:21
5. "Theme from 'To Kill a Dead Man'" – 4:25
6. Airbus Reconstruction – 5:08